# Membri della Lok Sabha della II legislatura
Elenco dei membri della II Lok Sabha ordinati per stato o territorio. La II Lok Sabha fu in vigore dal 5 aprile 1957 al 31 marzo 1962. La grafia dei nomi dei deputati eletti è quella presente nel rapporto statistico della commissione elettorale dell'India; per i deputati nominati la grafia è quella riportata dalla nuova versione del sito della Lok Sabha. Le abbreviazioni SC e ST messe fra parentesi indicano seggi riservati rispettivamente alle caste inferiori (Scheduled Castes) e alle popolazioni tribali (Scheduled Tribes).

## Ufficio di Presidenza
| Nome                       | Carica         | Durata                                |
| -------------------------- | -------------- | ------------------------------------- |
| M. Ananthasayanam Ayyangar | Presidente     | Dall'11 maggio 1957 al 16 aprile 1962 |
| Hukam Singh                | Vicepresidente | Dal 17 maggio 1957 al 31 marzo 1962   |
| M. N. Kaul                 | Segretario     | Dal 5 aprile 1957 al 31 marzo 1962    |

## Andamane e Nicobare
| Nome          | Partito | Circoscrizione elettorale            |
| ------------- | ------- | ------------------------------------ |
| Lachman Singh | INC     | Andaman & Nicobar Islands (Nominato) |

## Andhra Pradesh
| Nome                              | Partito    | Circoscrizione elettorale |
| --------------------------------- | ---------- | ------------------------- |
| Madabhusi Ananthasayanam Ayyangar | INC        | Chittoor                  |
| K. Ashanna                        | INC        | Adilabad                  |
| B. Anjanappa                      | INC        | Nellore                   |
| Komarraju Atchamamba              | INC        | Vijayawada                |
| Rajagopala Rao Boddiapalli        | INC        | Srikakulam                |
| Dippala Suri Dora                 | Socialista | Parvathipuram             |
| Harish Chandra Heda               | INC        | Nizamabad                 |
| V. Kashi Ram                      | INC        | Nalgonda                  |
| Osman Ali S. Khan                 | INC        | Kurnool                   |
| Sadath Ali Khan                   | INC        | Warangal                  |
| Vinayak Rao K. Koratkar           | INC        | Hyderabad City            |
| M. R. Krishna                     | INC        | Karimnagar (SC)           |
| D. Balarama Krishnaiah            | INC        | Gudiwada                  |
| Sangam Laxmi Bai                  | INC        | Vicarabad                 |
| Ahmed Mohiuddin                   | INC        | Secunderabad              |
| Missula Suryanarayana Murti       | INC        | Golugonda                 |
| Bayya Suryanarayana Murthy        | INC        | Kakinada (SC)             |
| Kankkipati Veeranna Padal         | INC        | Golugonda (ST)            |
| M. Peddaya                        | INC        | Nalgonda                  |
| Kotha Raghuramaiah                | INC        | Guntur                    |
| Devanapalli Rajiah                | INC        | Nalgonda-SC               |
| D. S. Raju                        | INC        | Rajamundry                |
| Pusapati Vijayram Gajapati Raju   | Socialista | Visakhapatnam             |
| Uddaraju Ramam                    | CP         | Narasapur                 |
| Nayakulu G. Tenali Ranga          | INC        | Tenali                    |
| Puli Ramaswamy                    | INC        | Mahbubnagar-SC            |
| Devulapalli Venkateswara Rao      | CP         | Nalgonda                  |
| Etikala Madhusudan Rao            | INC        | Mahabubabad               |
| J. Rameshwar Rao                  | INC        | Mahbubnagar               |
| Mandali Venkata Krishna Rao       | INC        | Masulipatnam              |
| Mosalikanti Thirumala Rao         | INC        | Kakinada                  |
| M. Sri Ranga Rao                  | INC        | Karimnagar                |
| P. Hanmanth Rao                   | INC        | Medak                     |
| T. B. Vittal Rao                  | CP         | Khammam                   |
| C. Bali Reddy                     | INC        | Markapur                  |
| K. V. Ramakrishna Reddy           | INC        | Hindupur                  |
| R. Lakshminarasa Reddy            | INC        | Nellore                   |
| Ronda Narappa Reddy               | INC        | Ongole                    |
| T. Nagi Reddy                     | CP         | Anantapur                 |
| Vutukuru Rami Reddy               | INC        | Cuddapah                  |
| T. N. Viswanatha Reddy            | INC        | Rajampet                  |
| Biddika Satanarayana              | INC        | Parvathipuram(ST)         |
| M. V. Gangadhara Siva             | INC        | Chittoor-SC               |
| Kumari Mothey Vedakumari          | INC        | Eluru                     |
| Pendekanti Venkatasubbaiah        | INC        | Adoni                     |
| Vijaya Ananda                     | INC        | Visakhapatnam             |

## Assam
| Nome                    | Partito      | Circoscrizione elettorale     |
| ----------------------- | ------------ | ----------------------------- |
| Chowkhamoon Gohain      | INC          | Assam Tribal Areas (nominato) |
| Hynniewta Hoover        | Indipendente | Autonomous District (ST)      |
| Dwarika Nath Tewari     | INC          | Cachar                        |
| Nibaran Chandra Laskar  | INC          | Cachar (SC)                   |
| Bijoy Chandra Bhagavati | INC          | Darrang                       |
| Amjad Ali               | PSP          | Dhubri                        |
| Jogendra Nath Hazarika  | INC          | Dibrugarh                     |
| Hem Barua               | PSP          | Gauhati                       |
| Rani Manjula Debi       | INC          | Goalpara                      |
| Dharanidhar Basumauari  | INC          | Goalpara (ST)                 |
| Mofida Ahmed            | INC          | Jorhat                        |
| Liladhar Kataki         | INC          | Nowgong                       |
| Profulla Chandra Borua  | INC          | Sibsagar                      |

## Bengala Occidentale
| Nome                            | Partito      | Circoscrizione elettorale |
| ------------------------------- | ------------ | ------------------------- |
| Atulya Ghosh                    | INC          | Asansol                   |
| Mono Mohan Das                  | INC          | Asansol (SC)              |
| Ramgati Banerjee                | INC          | Bankura                   |
| Pashupati Mandal                | INC          | Bankura (SC)              |
| Arun Chandra Guha               | INC          | Barasat                   |
| Bimal Coomar Ghose              | PSP          | Barrackpore               |
| Renu Chakravartty               | CPI          | Basirhat                  |
| Paresh Nath Kayal               | INC          | Basirhat (SC)             |
| Tridib Chowdhuri                | Indipendente | Berhampore                |
| Anil Kumar Chanda               | INC          | Birbhum                   |
| Kamal Krishna Das               | INC          | Birbhum (SC)              |
| Subiman Ghose                   | FB(M)        | Burdwan                   |
| Hirendra Nath Mukherjee         | CPI          | Calcutta Central          |
| Sadhan Chandra Gupta            | CPI          | Calcutta East             |
| Asoke Kumar Sen                 | INC          | Calcutta North West       |
| Biren Roy                       | Indipendente | Calcutta South West       |
| Pramatha Nath Bandopadhaya      | PSP          | Contai                    |
| Santosh Banerjee                | INC          | Cooch Behar               |
| Upendranath Barman              | INC          | Cooch Behar (SC)          |
| T. Manaen                       | INC          | Darjeeling                |
| Purnindu Sekhar Naskar          | INC          | Diamond Harbour           |
| Kansari Halder                  | CPI          | Diamond Harbour (SC)      |
| Nikunja Behari Maity            | INC          | Ghatal                    |
| Provat Kar                      | CPI          | Hoogly                    |
| Mohammed Elias                  | CPI          | Howrah                    |
| Renuka Ray                      | INC          | Malda                     |
| Narasingha Malla Ugal Sanda Deb | INC          | Midnapur                  |
| Subodh Hansda                   | INC          | Midnapur (ST)             |
| Muhammad Khuda Bukhsh           | INC          | Murshidabad               |
| Ila Pal Choudhury               | INC          | Nabadwip                  |
| Bibhuti Bhusan Das Gupta        | Indipendente | Purulia                   |
| Jitendra Nath Lahiri            | INC          | Serampore                 |
| Satish Chandra Samanta          | INC          | Tamluk                    |
| Aurobinda Ghosal                | FB(M)        | Uluberia                  |
| Chaplalkanta Bhattacharjee      | INC          | West Dinajpur             |
| Mardi Selku                     | INC          | West Dinajpur (ST)        |

## Bihar
| Nome                         | Partito      | Circoscrizione elettorale |
| ---------------------------- | ------------ | ------------------------- |
| Satyendra Narain Singh       | INC          | Aurangabad                |
| Bibhuti Mishra               | INC          | Bagaha                    |
| Shakuntala Devi              | INC          | Banka                     |
| Tarkeshwari Devi             | INC          | Barh                      |
| Mathura Prasad Mishra        | INC          | Begusarai                 |
| Banarshi Prasad Jhunjhunwala | INC          | Bhagalpur Central         |
| Kamal Singh                  | Indipendente | Buxar                     |
| Bipin Behari Verma           | INC          | Champaran                 |
| Bhola Raut                   | INC          | Champaran (SC)            |
| Vijaya Raje                  | CNSPJP       | Chatra                    |
| Rajendra Singh               | PSP          | Chhapra                   |
| Shree Narayan Dass           | INC          | Darbhanga                 |
| Rameshwar Sahu               | INC          | Darbhanga (SC)            |
| Prabhat Chandra Bose         | INC          | Dhanbad                   |
| Suresh Chandra Chudhury      | JHP          | Dumka                     |
| Debi Soren                   | JHP          | Dumka (ST)                |
| Brajshwar Prasad             | INC          | Gaya                      |
| Quazi S. A. Matin            | CNSPJP       | Giridh                    |
| Syed Mahmud                  | INC          | Gopalganj                 |
| Chandramani Lal Chaudhary    | INC          | Hajipur                   |
| Rajeshwar Patel              | INC          | Hajipur                   |
| Lalita Rajya Lakshmi         | CNSPJP       | Hazaribagh                |
| Shyam Nandan Mishra          | INC          | Jainagar                  |
| Mohindra Kumar Ghosh         | INC          | Jamshedpur                |
| Awadhesh Kumar Singh         | INC          | Katihar                   |
| Dwarkanath Tiwari            | INC          | Kesaria                   |
| Jiya Lal Mandal              | INC          | Khagaria                  |
| Mohammed Tahir               | INC          | Kishanganj                |
| Ignece Beck                  | JHP          | Lohardaga (ST)            |
| Anirudh Singh                | INC          | Madhubani                 |
| Mahendra Nath Singh          | INC          | Maharajganj               |
| Banarsi Prasad Sinha         | INC          | Monghyr                   |
| Nayan Tara Das               | INC          | Monghyr (SC)              |
| Shyam Nandan Sahay           | INC          | Muzaffarpur               |
| Kailash Pati Singh           | INC          | Nalanda                   |
| Satyabhama Devi              | INC          | Nawada                    |
| Ramdhani Das                 | INC          | Nawada (SC)               |
| Gajendra Prasad Sinha        | INC          | Palamau                   |
| Sarangdhar Sinha             | INC          | Patna                     |
| Digvijaya Narain Singh       | INC          | Pupri                     |
| Phani Gopal Sen Gupta        | INC          | Purnea                    |
| Paika Murmu                  | INC          | Rajmahal (ST)             |
| M. R. Masani                 | JHP          | Ranchi East (ST)          |
| Jaipal Singh                 | JHP          | Ranchi West (ST)          |
| Lalit Narain Mishra          | INC          | Saharsa                   |
| Bholi Sardar                 | INC          | Saharsa (SC)              |
| Satya Narayan Sinha          | INC          | Samastipur                |
| Ramsubhag Singh              | INC          | Sasaram                   |
| Jagjiwan Ram                 | INC          | Sasaram (SC)              |
| Baliram Bhagat               | INC          | Shahabad                  |
| J. B. Kripalani              | PSP          | Sitamarhi                 |
| Shambhu Charan               | JHP          | Singhbum (ST)             |
| Jhulan Singh                 | INC          | Siwan                     |

## Bombay
| Nome                                    | Partito      | Circoscrizione elettorale |
| --------------------------------------- | ------------ | ------------------------- |
| Indulal Kanaiyalal Yagnik               | Indipendente | Ahmedabad                 |
| Karsandas Ukabhai Parmar                | Indipendente | Ahmedabad (SC)            |
| Raghunath Keshav Khadilakar             | Indipendente | Ahmednagar                |
| Gopalrao Bajirao Khedkar                | INC          | Akola                     |
| Laxman Shrawan Bhatkar                  | INC          | Akola (SC)                |
| Punjabrao Shamrao Deshmukh              | INC          | Amravati                  |
| Maniben Vallabhbhai Patel               | INC          | Anand                     |
| Swami Ramanand Tirth                    | INC          | Aurangabad                |
| Akbarbhai Dalumiya Chawda               | INC          | Banaskantha               |
| Keshvrao Marutirao Jadhe                | INC          | Baramati                  |
| Fatehsinhrao Pratapsinhrao Gaekwar      | INC          | Baroda                    |
| Ramchandra Martand Hajarnavis           | INC          | Bhandara                  |
| Balkrishna Ramchandra Wasnik            | INC          | Bhandara (SC)             |
| Rakhamaji Dhondiba                      | INC          | Bhir                      |
| Sadashiv Kanoji Patil                   | INC          | Bombay City South         |
| Gopal Kaluji Manay                      | SCF          | Bombay City Central (SC)  |
| Vengalil Krishnan Krishna Menon         | INC          | Bombay City North         |
| Shripad Amrit Dange                     | CPI          | Bombay City Central       |
| Chandrashankar Manishankar Bhat         | INC          | Broach                    |
| Shioram Rango Rane                      | INC          | Buldana                   |
| Nanubhai Nichhabhai Patel               | INC          | Bulsar (ST)               |
| V. N. Swami                             | INC          | Chanda                    |
| Uttamrao Laxman Patil                   | BJS          | Dhulia                    |
| Jaljibhai Koyabhai Dindod               | INC          | Dohad (ST)                |
| Naushir Cursetji Bharucha               | PSP          | East Khandesh             |
| Jayaben Vajubhai Shah                   | INC          | Girnar                    |
| Balvantrai Gopalji Mehta                | INC          | Gohilwad                  |
| Jaisukhlal Lalshankar Hathi             | INC          | Halar                     |
| Saif Faiz Tyabji                        | INC          | Jalna                     |
| Fatesinhji Ratansinhji Dabhi Thakorshri | Indipendente | Kaira                     |
| Dajisaheb Ramrao Chavan                 | PWP          | Karad                     |
| Balasaheb Dagaduji Salunke              | SCF          | Khed (SC)                 |
| Rajaram Balkrishna Raut                 | PWP          | Kolaba                    |
| Bhausaheb Raosaheb Mahagaonkar          | PWP          | Kolhapur                  |
| Shankarrao Khanderao Dighe              | SCF          | Kolhapur (SC)             |
| Bapu Chandrasen Kamble                  | Indipendente | Kopargaon                 |
| Bhavanji A. Khimji                      | INC          | Kutch                     |
| Manubhai Mansukhlal Shah                | INC          | Madhya Saurashtra         |
| Yadav Narayan Jadhav                    | PSP          | Malegaon                  |
| Chhaganlal Madaribhai Kedaria           | INC          | Mandavi (ST)              |
| Purshottamdas Rachhoddas Patel          | Indipendente | Mehsana                   |
| Balwant Patil                           | PWP          | Miraj                     |
| Anasuyabai Purushottam Kale             | INC          | Nagpur                    |
| Harihar Rao Sonule                      | SCF          | Nanded                    |
| Deorao Namdeo Kamble                    | INC          | Nanded (SC)               |
| Bhaurao Krishnarao Gaikwad              | SCF          | Nasik                     |
| Nana Patil                              | CPI          | Satara                    |
| Venkat Rao Shrinivas Rao                | INC          | Osmanabad                 |
| Maneklal Maganlal Gandhi                | INC          | Panchmahals               |
| Nagorao Keroji                          | INC          | Parbhani                  |
| Motisinh Bahadursinh Thakore            | Indipendente | Patan                     |
| Narayan Ganesh Goray                    | PSP          | Poona                     |
| Nath Bapu Pai                           | PSP          | Rajapur                   |
| Krishnarao Gulabrao Deshmukh            | INC          | Ramtek                    |
| Premjibhai Ranchhoddas Assar            | BJS          | Ratnagiri                 |
| Gulzarilal Bulakhiram Nanda             | INC          | Sabarkantha               |
| Nana Patil                              | CPI          | Satara                    |
| Jayawant Ghanshyam More                 | Indipendente | Sholapur                  |
| Tayappa Hari Sonavane                   | INC          | Sholapur (SC)             |
| Narendra Pragji Nathwani                | INC          | Sorath                    |
| Morarji Ranchhodji Desai                | INC          | Surat                     |
| Shamrao Vishnu Parulekar                | CPI          | Thana                     |
| Laxman Mahadya Matera                   | CPI          | Thana (SC)                |
| Kamalnayan Jamnalal Bajaj               | INC          | Wardha                    |
| Laxman Vedu Valvi                       | PSP          | West Khandesh (ST)        |
| Deorao Yeshwant Gohokar                 | INC          | Yeotmal                   |
| Ghanshyamlal Chhotalal Oza              | INC          | Zalawad                   |

## Comunità Anglo-indiana
| Nome               | Partito | Circoscrizione elettorale |
| ------------------ | ------- | ------------------------- |
| Frank Anthony      |         | Nominato                  |
| A. E. T. Barrow    |         | Nominato                  |
| Koyilat Nalla Koya | INC     | Nominato                  |

## Delhi
| Nome                | Partito | Circoscrizione elettorale |
| ------------------- | ------- | ------------------------- |
| Radha Raman         | INC     | Chandni Chowk             |
| Sadar Brahm Perkash | INC     | Delhi                     |
| Sucheta Kripalani   | INC     | New Delhi                 |
| C. Krishnan Nair    | INC     | Outer Delhi               |
| Naval Prabhakar     | INC     | Outer Delhi (SC)          |

## Himachal Pradesh
| Nome           | Partito | Circoscrizione elettorale |
| -------------- | ------- | ------------------------- |
| Padam Dev      | INC     | Chamba                    |
| Yeshwant Singh | INC     | Mahasu                    |
| Nek Ram        | INC     | Mahasu (SC)               |
| Joginder Sen   | INC     | Mandi                     |

## Jammu e Kashmir
| Nome                | Partito | Circoscrizione elettorale |
| ------------------- | ------- | ------------------------- |
| Mohammed Akbar      | INC     | Baramullah (Nominato)     |
| Abdur Rahman        | INC     | Jammu (Nominato)          |
| Inder J. Malhotra   | INC     | Kathua (Nominato)         |
| Krishna Mehta       | INC     | Kishtwar (Nominato)       |
| Abdul Bakshi Rashid | INC     | Srinagar (Nominato)       |
| A. M. Tariq         | INC     | Srinagar (Nominato)       |

## Kerala
| Nome                      | Partito      | Circoscrizione elettorale |
| ------------------------- | ------------ | ------------------------- |
| P. T. Punnoose            | CPI          | Ambalapuzha               |
| K. B. Menon               | PSP          | Badagara                  |
| Kumaran                   | CPI          | Chirayinkil               |
| Alungal Thomas            | INC          | Ernakulam                 |
| Ayillath Kuttieri Gopalan | CPI          | Kasargod                  |
| Mathew Maniyangadan       | INC          | Kottayam                  |
| Kuttikrishnan Nair        | INC          | Kozhikode                 |
| Pocker Kuttivatha         | Indipendente | Manjeri                   |
| Narayanankutty Menon      | CPI          | Mukundapuram              |
| George Thomas             | INC          | Muvattupuzha              |
| V. Iyyani Eacharan        | INC          | Palghat (SC)              |
| P. Kunhan                 | CPI          | Palghat (SC)              |
| Parameswaran Nair         | CPI          | Quilon                    |
| Kodiyan                   | CPI          | Quilon (SC)               |
| M. K. Jinachandran        | INC          | Tellicherry               |
| P. K. Vasudevan Nair      | CPI          | Thiruvalla                |
| Krishnan                  | CPI          | Trichur                   |
| Easwara Iyer              | Indipendente | Trivandrum                |

## Laccadive
| Nome          | Partito | Circoscrizione elettorale                           |
| ------------- | ------- | --------------------------------------------------- |
| K. Nalla Koya | INC     | Laccadives, Minicoy and Amindivi Islands (Nominato) |

## Madhya Pradesh
| Nome                                           | Partito | Circoscrizione elettorale |
| ---------------------------------------------- | ------- | ------------------------- |
| Chintaman Dhivruji                             | INC     | Balaghat                  |
| Vidyacharan Shukla                             | INC     | Baloda Bazar              |
| Minimata                                       | INC     | Baloda Bazar (SC)         |
| Surti Kistaiya                                 | INC     | Bastar (ST)               |
| Maimoona Sultan                                | INC     | Bhopal                    |
| Reshamlal                                      | INC     | Bilaspur                  |
| Bhikulal Lakhmichand                           | INC     | Chhindwara                |
| Narayan Rao Wadiwa                             | INC     | Chhindwara (ST)           |
| Mohanlal Bakliwal                              | INC     | Durg                      |
| Vijaya Raje Scindia                            | INC     | Guna                      |
| Radha Charan                                   | INC     | Gwalior                   |
| Surya Prasad                                   | INC     | Gwalior (SC)              |
| Maganlal Radhakishan Bagdi                     | INC     | Hoshangabad               |
| Kanhaiyalal Khadiwala                          | INC     | Indore                    |
| Seth Govinddas Diwan Bahadur Seth Jeewandas    | INC     | Jabalpur                  |
| Amarsingh Saigal                               | INC     | Janjgir                   |
| Amarsingh                                      | INC     | Jhabua (ST)               |
| Ram Sahai                                      | INC     | Khajuraho                 |
| Motilal Malviya                                | INC     | Khajuraho (SC)            |
| Mangrubabu Uike                                | INC     | Mandla (ST)               |
| Manaklal                                       | INC     | Mandsaur                  |
| Ramsingh Varma                                 | INC     | Nimar                     |
| Babulal Surajmani                              | INC     | Nimar (Khandwa)           |
| Raja Birendra Bahadur Singh                    | INC     | Raipur                    |
| Rani Keshar Kumari Devi                        | INC     | Raipur (ST)               |
| Shiva Datta                                    | INC     | Rewa                      |
| Jawala Prasad Jyotishi                         | INC     | Sagar                     |
| Sahodra Bai Murlidhar                          | INC     | Sagar (SC)                |
| Anand Chandra Joshi                            | INC     | Shahdol                   |
| Kamal Narain Singh                             | INC     | Shahdol (SC)              |
| Liladhar                                       | INC     | Shajapur                  |
| Kanhaiyalal                                    | INC     | Shajapur (SC)             |
| Brijnarai                                      | HM      | Shivpuri                  |
| Maharajkumar Chandikeshwar Sharan Singh Ju Deo | INC     | Surguja                   |
| Babunath Singh                                 | INC     | Surguja (ST)              |
| Radhelal Beharilal Vyas                        | INC     | Ujjain                    |

## Madras
| Nome                        | Partito      | Circoscrizione elettorale |
| --------------------------- | ------------ | ------------------------- |
| R. Kanagasabai Pillai       | INC          | Chidambaram               |
| Elayaperumal                | INC          | Chidambaram (SC)          |
| A. Krishnaswamy             | Indipendente | Chingleput                |
| N. Sivaraj                  | Indipendente | Chingleput (SC)           |
| Parvati                     | CPI          | Coimbatore                |
| T. D. Muthukumarasamy Naidu | Indipendente | Cuddalore                 |
| M. Ghulam Mohideen          | INC          | Dindigul                  |
| S. C. Balkrishna            | INC          | Dingigul (SC)             |
| Ramasami Gounder            | INC          | Gobichettipalayam         |
| K. Periasami Gounder        | INC          | Karur                     |
| C. R. Narsimhan             | INC          | Krishnagiri               |
| C. R. Pattabhiraman         | INC          | Kumbakonam                |
| S. C. C. Anthony Pillai     | Indipendente | Madras North              |
| T. T. Krishnamachari        | INC          | Madras South              |
| K. T. K. Thangamani         | CPI          | Madurai                   |
| K. R. Sambandam             | INC          | Nagapattinam              |
| M. Ayyakannu                | INC          | Nagapattinam (SC)         |
| Thanulingom Nadar           | INC          | Nagercoil                 |
| E. V. K. Sampath            | Indipendente | Namakkal                  |
| S. R. Arumugam              | INC          | Namakkal (SC)             |
| C. Nanjappan                | INC          | Nilgiris                  |
| M. Palaniandi               | INC          | Perambalur                |
| R. Narayanasamy             | INC          | Periyakulam               |
| P. R. Ramakrishnan          | INC          | Pollachi                  |
| F. Ramanathan Chattiar      | INC          | Pudukottai                |
| P. Subbiah Ambalam          | INC          | Ramanathapuram            |
| S. V. Ramasami              | INC          | Salem                     |
| U. Muthuramalinga Thevar    | Indipendente | Srivilliputhur            |
| R. S. Arumugam              | INC          | Srivilliputhur (SC)       |
| R. Venkataraman             | INC          | Tanjore                   |
| M. Sankarapandian           | INC          | Tenkasi                   |
| Dharmalingam                | Indipendente | Thiruvannamalai           |
| Shanmugham                  | Indipendente | Tindivanam                |
| T. Ganapathy                | INC          | Tiruchendur               |
| P. Subbarayan               | INC          | Tiruchengode              |
| M. K. M. Abdul Salam        | INC          | Tirucherappally           |
| P. T. Thanu Pillai          | INC          | Tirunelveli               |
| A. Duraisami Gounder        | INC          | Tiruppattur               |
| R. Govindarajulu Naidu      | INC          | Tiruvallur                |
| N. R. Munisamy              | INC          | Vellore                   |
| M. Muthukrishnan            | INC          | Vellore (SC)              |

## Manipur
| Nome                | Partito      | Circoscrizione elettorale |
| ------------------- | ------------ | ------------------------- |
| Laisram Achow Singh | Indipendente | Inner Manipur             |
| Rungsung Suisa      | INC          | Outer Manipur (ST)        |

## Mysore
| Nome                                    | Partito      | Circoscrizione elettorale |
| --------------------------------------- | ------------ | ------------------------- |
| H. C. Dasappa                           | INC          | Bangalore                 |
| N. Keshava                              | INC          | Bangalore City            |
| Balwantrao Nageshrao Datar              | INC          | Belgaum                   |
| Tekur Subramanyam                       | INC          | Bellary                   |
| Murigappa Siddappa Sugandhi             | Indipendente | Bijapur North             |
| Ramappa Balappa Bidari                  | INC          | Bijapur South             |
| Datti Appa Katti                        | SCF          | Chikodi                   |
| Musheer-ul- Mulk J. M. Mahamed Imam SAB | PSP          | Chitradurg                |
| Dattatraya Parashuram Karmarkar         | INC          | Dharwar North             |
| Thimmappa Rudrappa Neswi                | INC          | Dharwar South             |
| Mahadevappa Yeshwant Rao                | INC          | Gulbarga                  |
| Shankardeo                              | INC          | Gulbarga (SC)             |
| J. Siddananjappa                        | INC          | Hassan                    |
| Joachim Piadad Alva                     | INC          | Kanara                    |
| K. Chengalaraya Reddy                   | INC          | Kolar                     |
| Doddathimmiah                           | INC          | Kolar (SC)                |
| Sangappa Andanappa                      | INC          | Kopbal                    |
| M. K. Shivananjappa                     | INC          | Mandya                    |
| K. R. Achar                             | INC          | Mangalore                 |
| M. Shankariah                           | INC          | Mysore                    |
| S. M. Siddiah                           | INC          | Mysore (SC)               |
| G. S. Melkote                           | INC          | Raichur                   |
| K. G. Wodeyar                           | INC          | Shimoga                   |
| C. R. Basappa                           | INC          | Tiptur                    |
| M. V. Krishnappa                        | INC          | Tumkur                    |
| U. Srinivasa Malliah                    | INC          | Udipi                     |

## Orissa
| Nome                          | Partito      | Circoscrizione elettorale |
| ----------------------------- | ------------ | ------------------------- |
| Pratap Ganga Deb              | GP           | Angul                     |
| Bhagbat Sahu                  | INC          | Balasore                  |
| Kanhu Charan Jena             | INC          | Balasore (SC)             |
| Nrusinha Charan Samantasinhar | INC          | Bhubaneshwar              |
| Nityananda Kanungo            | INC          | Cuttack                   |
| Surendra Mohanty              | GP           | Dhenknal                  |
| Uma Charan Patnaik            | Indipendente | Ganjam                    |
| Mohan Nayak                   | INC          | Ganjam (SC)               |
| Pratap Keshari Deo            | GP           | Kalahandi                 |
| Bijaya Chandra Padhan         | GP           | Kalahandi (ST)            |
| Surendranath Dwivedy          | PSP          | Kendrapara                |
| Baishanab Charan Malik        | PSP          | Kendrapara (SC)           |
| Laxmi Narayan Bhanj Deo       | Indipendente | Keonjhar                  |
| R. Jagannath Rao              | INC          | Koraput                   |
| Toyaka Sanganna               | INC          | Koraput (ST)              |
| Ram Chandra Majhi             | Indipendente | Mayurbhanj (ST)           |
| Chintamani Panigrahi          | CPI          | Puri                      |
| Sradhakar Supakar             | GP           | Sambalpur                 |
| Banamali Kumbhar              | GP           | Sambalpur (SC)            |
| Chandramani Kalo              | GP           | Sundargarh (ST)           |

## Punjab
| Nome                  | Partito | Circoscrizione elettorale |
| --------------------- | ------- | ------------------------- |
| Subhdra Joshi         | INC     | Ambala                    |
| Chuni Lal             | INC     | Ambala (SC)               |
| Gurmukh Singh Musafir | INC     | Amritsar                  |
| Hukam Singh           | INC     | Bhatinda                  |
| Ajit Singh            | INC     | Bhatinda (SC)             |
| Iqbal Singh           | INC     | Ferozepore                |
| Dewan Chand           | INC     | Gurdaspur                 |
| Abul Kalam Azad       | INC     | Gurgaon                   |
| Thakar Dass Bhargava  | INC     | Hissar                    |
| Baldev Singh          | INC     | Hoshiarpur                |
| Partap Singh          | CPI     | Jhajjar                   |
| Swaran Singh          | INC     | Jullundur                 |
| Sadhu Ram             | INC     | Jullundur (SC)            |
| Mool Chand            | INC     | Kaithal                   |
| Hem Raj               | INC     | Kangra                    |
| Daljit Singh          | INC     | Kangra (SC)               |
| Ajit Singh Sarhadi    | INC     | Ludhiana                  |
| Bahadur Singh         | INC     | Ludhiana (SC)             |
| Ram Krishan           | INC     | Mahendragarh              |
| Achint Ram            | INC     | Patiala                   |
| Ranbir Singh          | INC     | Rohtak                    |
| Surjit Singh Majithia | INC     | Tarn Taran                |

## Rajasthan
| Nome                           | Partito      | Circoscrizione elettorale |
| ------------------------------ | ------------ | ------------------------- |
| Mukat Behari Lal               | INC          | Ajmer                     |
| Shobha Ram                     | INC          | Alwar                     |
| Bhogji                         | INC          | Banswara (ST)             |
| Raghunath Singh                | Indipendente | Barmer                    |
| Raj Bahadur                    | INC          | Bharatpur                 |
| Ramesh Chandra                 | INC          | Bhilwara                  |
| Karni Singh                    | Indipendente | Bikaner                   |
| Panna Lal                      | INC          | Bikaner (SC)              |
| Gajadhar Hazari Lal Somani     | INC          | Dausa                     |
| Harish Chandra                 | Indipendente | Jaipur                    |
| Suraj Ratan Damani             | INC          | Jalore                    |
| Radhey Shyam Ram Kumar Murarka | INC          | Jhunjhunu                 |
| Jaswant Raj                    | INC          | Jodhpur                   |
| Nemi Chandra Kasliwal          | INC          | Kotah                     |
| Onkar Lal                      | INC          | Kotah (SC)                |
| Mathura Dass                   | INC          | Nagaur                    |
| Harish Chandra Mathur          | INC          | Pali                      |
| Jagan Nath                     | INC          | Sawai Madhopur (SC)       |
| Hiralal Shastri                | INC          | Sawai Madhopur            |
| Rameshwar Tantia               | INC          | Sikar                     |
| Manikya Lal Verma              | INC          | Udaipur                   |
| Deen Bandhu                    | INC          | Udaipur (SC)              |

## Tripura
| Nome              | Partito | Circoscrizione elettorale |
| ----------------- | ------- | ------------------------- |
| Dasaratha Deb     | CPI     | Tripura                   |
| Barma Bangshi Deb | INC     | Tripura                   |

## Uttar Pradesh
| Nome                         | Partito      | Circoscrizione elettorale |
| ---------------------------- | ------------ | ------------------------- |
| Seth Achal Singh             | INC          | Agra                      |
| Jamal Y. Khwaja              | INC          | Aligarh                   |
| Nardeo                       | INC          | Aligarh (SC)              |
| Lal Bahadur Shastri          | INC          | Allahabad                 |
| Har Govind                   | INC          | Almora                    |
| Hifzul Rahman                | INC          | Amroha                    |
| Kalika                       | INC          | Azamgarh                  |
| Vishwanath Prasad            | INC          | Azamgarh (SC)             |
| Jogendra Singh               | INC          | Bahraich                  |
| Radha Mohan                  | INC          | Ballia                    |
| Atal Behari Bajpai           | BJS          | Balrampur                 |
| Raja Dinesh Singh            | INC          | Banda                     |
| Ram Sewak Yadav              | Indipendente | Bara Banki                |
| Swami Ramanand               | INC          | Bara Banki (SC)           |
| Satish Chandra               | INC          | Bareilly                  |
| Keshva Deva Malviya          | INC          | Basti                     |
| Ram Garib                    | Indipendente | Basti (SC)                |
| Abdul Lateef                 | INC          | Bijnor                    |
| Jagdish Awasthi              | Indipendente | Bilhaur                   |
| Chaudhri Badan Singh         | INC          | Bisauli                   |
| Raghubir Sahai               | INC          | Budaun                    |
| Kanhaiya Lal Balmiki         | INC          | Bulandshahar (SC)         |
| Raghubar Dayal Mishra        | INC          | Bulandshahr               |
| Tribhuwan Narayan            | INC          | Chandauli                 |
| Mahavir Tyagi                | INC          | Dehra Dun                 |
| Ramji Verma                  | PSP          | Deoria                    |
| Ram Shanker Lal              | INC          | Domariaganj               |
| Rohan Lal                    | INC          | Etah                      |
| Arjun Singh                  | Indipendente | Etawah                    |
| Tula Ram                     | INC          | Etawah (SC)               |
| Raja Ram                     | INC          | Faizabad                  |
| Panna Lal                    | INC          | Faizabad (SC)             |
| Mul Chand                    | INC          | Farrukhabad               |
| Ansar Harvani                | INC          | Fatehpur                  |
| Brij Raj Singh               | Indipendente | Firozabad                 |
| Bhakta Darshan               | INC          | Garhwal                   |
| Har Prasad Singh             | INC          | Ghazipur                  |
| Umrao Singh                  | INC          | Ghosi                     |
| Dinesh Pratap Singh          | INC          | Gonda                     |
| Mahadeo Prasad               | INC          | Gorakhpur                 |
| Sinhasan Singh               | INC          | Gorakhpur                 |
| Mannu Lal                    | INC          | Hamirpur                  |
| Lachhmi Ram                  | INC          | Hamirpur (SC)             |
| Krishna Chandra Sharma       | INC          | Hapur                     |
| Chheda Lal                   | INC          | Hardoi                    |
| Sheodeen                     | BJS          | Hardoi (SC)               |
| Kashi Nath Pande             | INC          | Hata                      |
| Krishna Chandra              | INC          | Jalesar                   |
| Birbal Singh                 | INC          | Jaunpur                   |
| Ganpat Ram                   | INC          | Jaunpur                   |
| Sushila Nayar                | INC          | Jhansi                    |
| Bhagwan Din                  | INC          | Kaisarganj                |
| S. M. Banerjee               | Indipendente | Kanpur                    |
| Khushwaqt Rai                | PSP          | Kheri                     |
| Pulin Behari Banerji         | INC          | Lucknow                   |
| Shibban Lal Saxena           | Indipendente | Maharajganj               |
| Bansi Das Dhangar            | PSP          | Mainpuri                  |
| Raja Mahendra Pratap         | Indipendente | Mathura                   |
| Shah Nawaz Khan              | INC          | Meerut                    |
| John N. Wilson               | INC          | Mirzapur                  |
| Rup Narain                   | INC          | Mirzapur (SC)             |
| Ram Saran                    | INC          | Moradabad                 |
| Balkrishna Vishwanath Keskar | INC          | Musafirkhana              |
| Sumat Prasad                 | INC          | Muzaffarnagar             |
| C. D. Pande                  | INC          | Nainital                  |
| Jawahar Lal Nehru            | INC          | Phulpur                   |
| Masuriya Din                 | INC          | Phulpur (SC)              |
| Mohan Swaroop                | PSP          | Pilibhit                  |
| Munishwar Dutt Upadhyay      | INC          | Pratapgarh                |
| Feroze Gandhi                | INC          | Rae Bareli                |
| Baij Nath Kureel             | INC          | Rae Bareli (SC)           |
| Raja Syed Ahmed Mehdi        | INC          | Rampur                    |
| Sarju Pande                  | CPI          | Rasra                     |
| Ajit Prasad Jain             | INC          | Saharanpur                |
| Sunder Lal                   | INC          | Saharanpur (SC)           |
| Bishwanath Roy               | INC          | Salempur                  |
| Vishnu Sharan Dublish        | INC          | Sardhana                  |
| Seth Bishan Chandra          | Indipendente | Shahjahanpur              |
| Narain Din                   | INC          | Shahjahanpur (SC)         |
| Uma Nehru                    | INC          | Sitapur                   |
| Pragi Lal                    | INC          | Sitapur (SC)              |
| Govind Malviya               | INC          | Sultanpur                 |
| Manvendra Shah               | INC          | Tehri Garhwal             |
| Vishambhar Dayal             | INC          | Unnao                     |
| Ganga Devi                   | INC          | Unnao (SC)                |
| Raghunath Singh              | INC          | Varanasi                  |